# کوه نیراگونگو

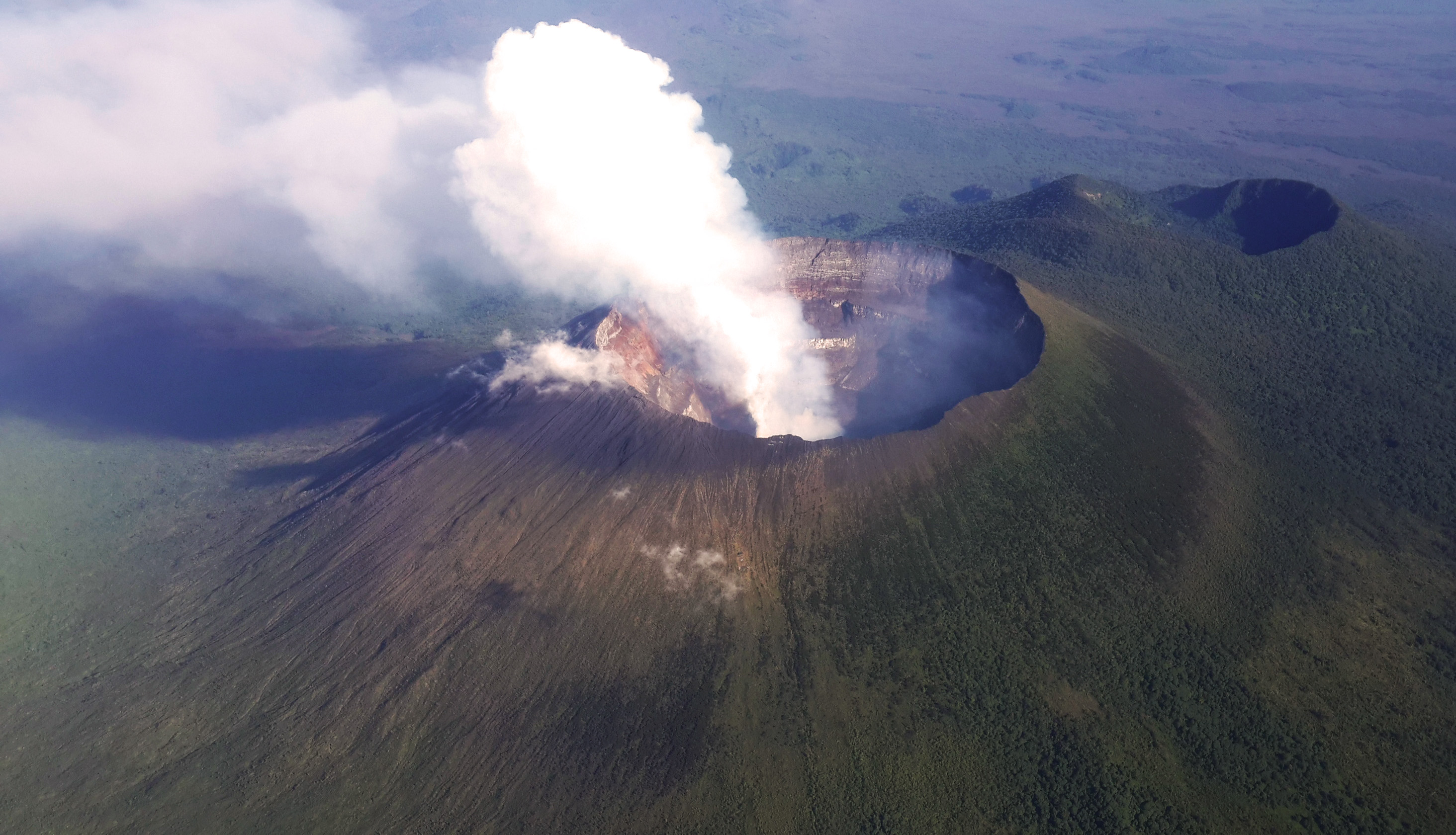
.

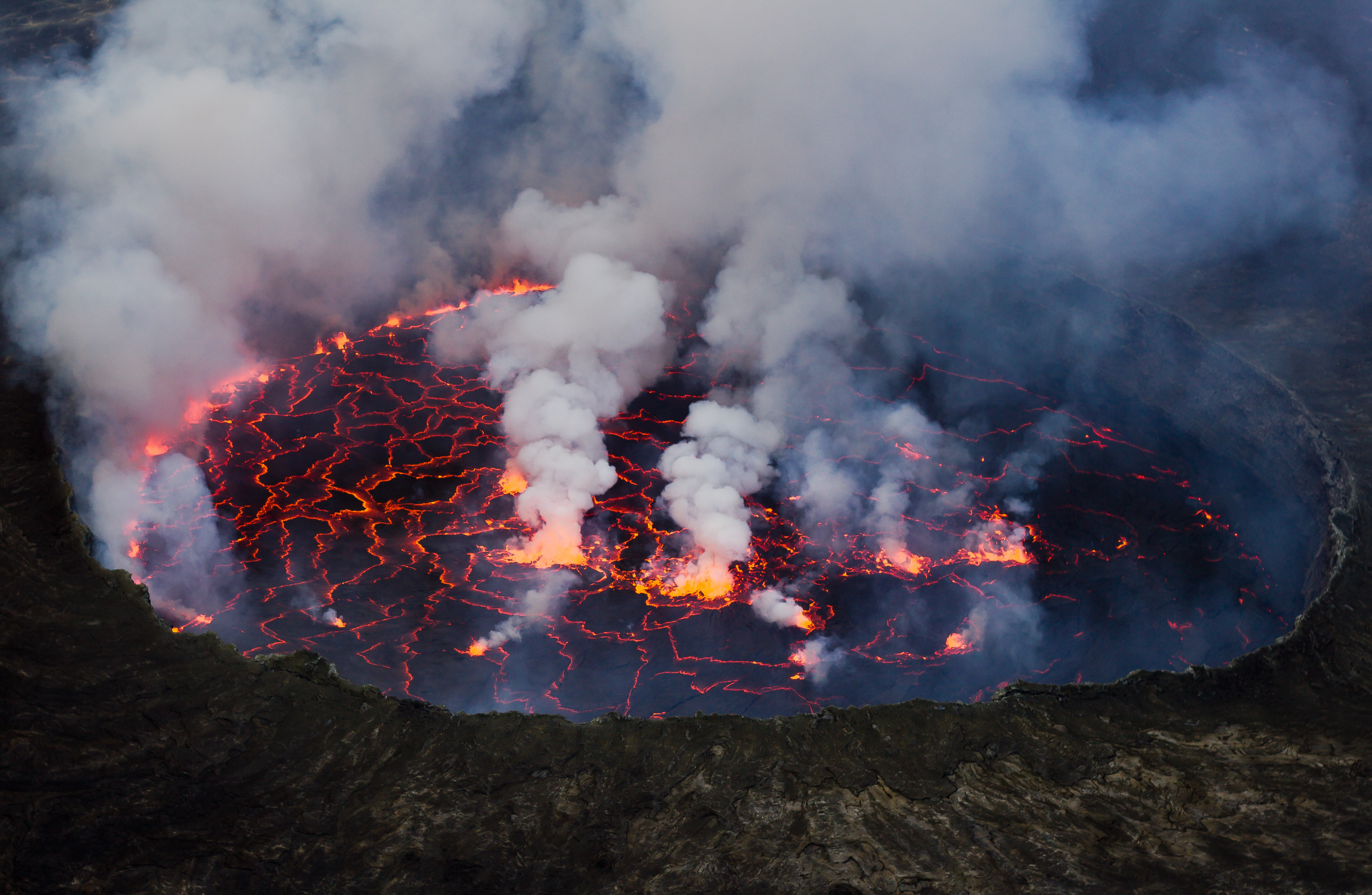
نمایی از دهانه کوه آتشفشان نیراگونگا

کوه نیراگونگو (به انگلیسی: Mount Nyiragongo)، کوهی آتشفشانی با ارتفاع ۳٬۴۷۰ متر است. این کوه در حاشیه شرقی جمهوری دمکراتیک کنگو و در نزدیک مرز این کشور با روآندا قرار دارد. این کوه در رشته‌کوه ویرونگا و در محدوده پارک ملی ویرونگا واقع شده‌است. شهر گوما، با جمعیتی بالغ بر یک میلیون نفر، بر دامنه این آتشفشان فعال، واقع شده‌است. کوه نیراگونگو در دهه‌های اخیر دو بار فوران کرده‌است، یک‌بار در سال ۱۹۷۷ میلادی و یک‌بار در سال ۲۰۰۲ میلادی. در دهانه کوه نیراگونگو، دریاچه‌ای از مواد مذاب وجود دارد که بزرگ‌ترین دریاچه مواد مذاب در جهان، شناخته شده‌است. به گفته دانشمندان، این دریاچه بیش از ۷۰۰ پا عرض و چندین مایل عمق دارد.
وجود دریاچهٔ مواد مذاب برای مدتی در ابهام قرار داشت و از دیدگاه علمی تقریباً تا سال ۱۹۴۸ میلادی تأیید نشده بود. در همان زمان، مقیاسی بالغ بر ۱۲۰٬۰۰۰ متر مربع (۱٬۳۰۰٬۰۰۰ فوت مربع) اندازه‌گیری شد. مطالعات تحقیقی بیشتر نشان داد که این دریاچه در طول زمان و به مرور در مقیاس‌های اندازه، عمق و درجه حرارت، متغیر است. فعالیت گدازهٔ این دریاچهٔ مذاب تا سال ۲۰۱۰ میلادی ادامه داشت. از ژوئن سال ۲۰۱۰، این دریاچه به‌طور عمده در یک محوطهٔ مخروط استوانه‌ای به ابعاد ۱۸ متر (۶۰ فوت) ارتفاع و ۱۸۰ متر (۶۰۰ فوت) عرض در کف دهانه محدود شده‌است.